# Fatma Gadri
Fatma Gadri (en azerí: Fatma Qədri) fue actriz de teatro de Azerbaiyán y Artista del pueblo de la RSS de Azerbaiyán.

## Biografía
Fatma Gadri nació el 1 (14) de abril de 1907 en Odesa. En 1932 y 1935 trabajó en el Teatro Estatal Ruso de Drama de Azerbaiyán y desde 1935 fue una de las actrices principales del Teatro Académico Estatal de Drama de Azerbaiyán. También enseñó en la Universidad Estatal de Cultura y Arte de Azerbaiyán. La actividad de Fatma Gadri desempeñó un papel importante en el desarrollo del ate de teatro.
En 1943 Fatma Gadri fue galardonada con el título de “Artista del pueblo de la RSS de Azerbaiyán”.
Fatma Gadrí murió el 29 de febrero de 1968 y fue enterrada en el Callejón de Honor.

## Actividades en teatro
- ”La novia del fuego” de Yafar Yabbarlí - Solmaz
- ”1905” de Yafar Yabbarlí - Sona
- ”El libro de mi madre” de Jalil Mammadguluzadeh - Gulbahar
- ”Vagif” de Samad Vurgun - Xuraman
- ”Farhad y Shirin” de Samad Vurgun – Meryem
- ”La novia sin dote” de Aleksandr Ostrovski - Larisa
- ”Romeo y Julieta” de William Shakespeare - Julieta

## Premios y títulos
- Artista de Honor de la RSS de Azerbaiyán (1936)
- Artista del Pueblo de la RSS de Azerbaiyán (1943)
- Orden de la Insignia de Honor (1959)
- Orden de la Bandera Roja del Trabajo